# Завод азотних добрив у Паніпаті
Завод азотних добрив у Паніпаті – підприємство індійської хімічної промисловості, майданчик якого знаходиться на північному сході країни у штаті Хар'яна.
Підприємство почало роботу в 1979 році. Воно має лінію з виробництва аміаку, який в подальшому використовується для продукування сечовини. Проектна річна потужність заводу становить 512 тисяч тон сечовини, втім, фактичний випуск цього добрива може перевищувати номінальні показники, так в 2020/2021 бюджетному році було вироблено 583 тисячі тон.
Сировиною для виробництва аміаку тривалий час були важкі фракції нафти. Нарешті, у 2013-му завод перевели на використання природного газу, що надходить по трубопроводу Дадрі – Паніпат, при  цьому для роботи заводу необхідно 0,88 млн м3 газу на добу.
Підприємство має власну вугільну електростанцію з двома турбінами потужністю по 15 МВт.
Також завод може випускати сірку гранульовану з бентонітом (Bentonite Sulphur, добриво, яке містить 90% сірки та 10% бентоніту) в обсягах 25 тисяч тон на рік.
Завод належить компанії National Fertilizers Ltd.